# Larry Sanders
Pour les articles homonymes, voir Sanders.
Larry Sanders (né le 21 novembre 1988 à Fort Pierce en Floride) est un joueur américain de basket-ball évoluant au poste de pivot.

## Carrière

### Universitaire
Larry Sanders rejoint l'équipe des Rams de l'université Virginia Commonwealth. Lors de ses deux premières années, il est deuxième meneur derrière Eric Maynor. Il obtient un rôle plus important lors de sa saison junior après le départ de Maynor pour la NBA. Ses statistiques sont de 14,4 points, 9,1 rebonds et 2,6 contres. En avril 2010, Sanders annonce son intention de se présenter à la Draft de la NBA.

### Professionnelle
Il est sélectionné au quinzième rang par les Bucks de Milwaukee lors de cette draft.
Le 30 novembre 2012, il réalise le premier triple double de sa carrière en cumulant 10 points, 12 rebonds et 10 contres, égalant également le record de contres détenu par Kareem Abdul-Jabbar pour un joueur des Bucks face aux Timberwolves du Minnesota, dans un match que son équipe perd. Lors de cette saison 2012-2013, il termine deuxième meilleur contreur de la NBA avec près de 3 contres par match juste derrière le tenant du titre Serge Ibaka. De plus Larry Sanders est un excellent défenseur qui prend beaucoup de rebonds. Il tourne, à une trentaine de matchs de la fin de la saison régulière, à près de 9 rebonds. Il finit troisième du vote déterminant le joueur ayant le plus progressé, NBA Most Improved Player, derrière Paul George et Greivis Vásquez.
Lors de l'intersaison 2013-2014, Sanders signe une prolongation de contrat avec les Bucks de 44 millions de dollars sur 4 ans. En novembre 2013, il est temporairement mis à pied par les Bucks après une bagarre à laquelle il a participé dans un club. Sanders n'est pas inculpé pour cet incident et il présente ses excuses aux fans et à l'organisation des Bucks peu après,. Sanders a une fracture d'un os orbital le 8 février 2014 lors d'un contact avec James Harden et ne joue plus de la saison.
En avril 2014, Sanders est suspendu 5 matches par la NBA pour avoir fumé de la marijuana. Sanders reconnait les faits et le caractère illicite de la marijuana mais en défend les avantages médicaux.
Presque deux ans après avoir tourné dos à la NBA, Sanders signe un contrat avec les Cavaliers de Cleveland le 13 mars 2017. Ne trouvant sa place dans la rotation de la franchise de l'Ohio, il est coupé le 12 avril 2017, juste avant les Playoffs.

## Records
Records en match de Larry Sanders
| Type statistique            | Saison régulière | Saison régulière            | Saison régulière | Playoffs | Playoffs        | Playoffs      |
| Type statistique            | Record           | Adversaire                  | Date             | Record   | Adversaire      | Date          |
| --------------------------- | ---------------- | --------------------------- | ---------------- | -------- | --------------- | ------------- |
| Points en un match          | 25               | @ Nuggets de Denver         | 5 février 2014   | 16       | Heat de Miami   | 25 avril 2013 |
| Paniers marqués en un match | 12               | @ Nuggets de Denver         | 5 février 2014   | 7        | Heat de Miami   | 25 avril 2012 |
| Paniers tentés en un match  | 19               | 3 fois                      |                  | 10       | Heat de Miami   | 25 avril 2012 |
| Lancers francs réussis      | 5                | 2 fois                      |                  | 2        | 2 fois          |               |
| Lancers francs tentés       | 10               | Lakers de Los Angeles       | 28 mars 2013     | 4        | 2 fois          |               |
| Paniers à 3 points réussis  |                  |                             |                  |          |                 |               |
| Paniers à 3 points tentés   | 1                | 5 fois                      |                  |          |                 |               |
| Rebonds offensifs           | 8                | @ Nuggets de Denver         | 5 février 2014   | 4        | 2 fois          |               |
| Rebonds défensifs           | 18               | @ Celtics de Boston         | 21 décembre 2012 | 8        | Heat de Miami   | 28 avril 2013 |
| Rebonds totaux              | 20               | @ Celtics de Boston         | 21 décembre 2012 | 11       | 2 fois          |               |
| Passes décisives            | 5                | @ Lakers de Los Angeles     | 31 décembre 2013 | 2        | 2 fois          |               |
| Interceptions               | 4                | 3 fois                      |                  | 2        | Heat de Miami   | 25 avril 2013 |
| Balles perdues              | 4                | 3 fois                      |                  | 5        | @ Heat de Miami | 23 avril 2013 |
| Contres                     | 10               | @ Timberwolves du Minnesota | 30 novembre 2012 | 3        | Heat de Miami   | 28 avril 2013 |
| Minutes jouées              | 40               | 2 fois                      |                  | 35       | Heat de Miami   | 25 avril 2013 |

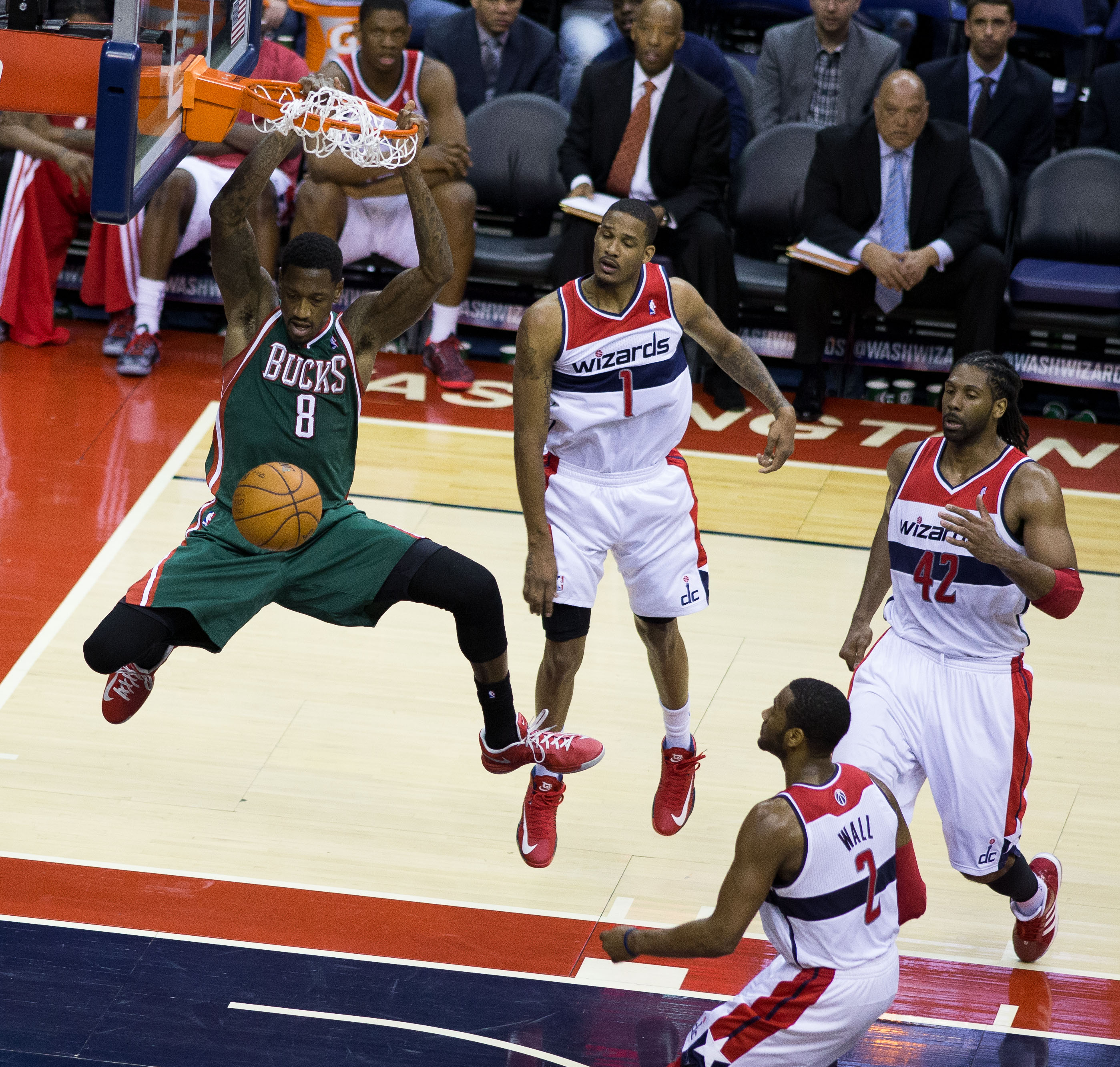
Larry Sanders en mars 2013.

- Double-double : 31 (dont 1 en playoffs) (au 16/04/2014)
- Triple-double : 1

## Pour approfondir
- Liste des joueurs de NBA avec 10 contres et plus sur un match.